# Makaronština
Makaronismus je označení pro užívání prvků nebo výrazů dvou nebo více jazyků v jednom souvislém textu (prozaickém nebo básnickém). Vzniklý hybridní jazyk se označuje jako makaronština.
Jako makaronské verše se označuje míchání dvou nebo více jazyků v básni, zpravidla za účelem komičnosti a zesměšnění. Název jim dal Typhis Odaxius (zemřel roku 1488 v Padově). Makarónské verše psal např. Francois Rabelais nebo Molière.
Nemusí ale jít jen o kombinaci částí textu v různých jazycích, italský renesanční básník Teofilo Folengo například psal satirické eposy zvláštním jazykem, v němž byla italská slovní zásoba skloňována a časována podle pravidel latinské gramatiky. I tento hybrid je označován jako makarónština.

## Příklady použití makaronismů
Karel Havlíček Borovský
Mea culpa, mea maxima culpa –
kdo neumí dělat zázraky, ten je ťulpa.
In dulci jubilo – tradiční vánoční koleda z roku 1265
In dulci jubilo,
Nun singet und seid froh!
Alle unsre Wonne
Liegt in praesepio;
Sie leuchtet wie die Sonne
Matris in gremio.
Alpha es et O!
Gloria, gloria in excelsis
lidová vánoční koleda kombinuje latinu a češtinu
Jára Cimrman, Elektrická sesle
„Jednou takhle z jara, skoro…“
„Jaká hrůza! Wie ein Horror!
Horror, horror, vysoká jsi.“
V polštině byly makaronismy (zejména latinského původu) rozšířené v 17. a 18. století a byly charakteristické pro jazyk, který používala szlachta. V současnosti jsou to zejména kalky z angličtiny, která nahradila latinu v roli lingua franca.
Adam Mickiewicz: Pani Twardowska
Twardowski ku drzwiom się kwapił
Na takie dictum acerbum,
Diabeł za kontusz ułapił:
A gdzie jest nobile verbum?